# Fraktion Harkort
Die Fraktion Harkort war eine Fraktion in der preußischen Nationalversammlung von 1848, die nach dem Industriellen Friedrich Harkort benannt ist. Sie wird im rechten Zentrum des Parlaments verortet.

## Entstehung und Struktur
Harkort gehörte ursprünglich der liberalen Rechten an. Zusammen mit dem Abgeordneten Zachariae, der zuvor dem linken Zentrum angehört hatte, gründete er Mitte August 1848 eine neue Fraktion. Unmittelbare Gründe für die Abspaltung Harkorts von der liberalen Rechten waren unterschiedliche Meinungen in der Bergbau- und Schulgesetzgebung. In der letzteren Frage unterstützte Harkort etwa die Schulreformer um Adolph Diesterweg und positionierte sich damit gegen die ultramontanen und konservativen Abgeordneten auf der Rechten. Ein Grund war aber auch, dass es der Rechten nicht gelang, sich von den extrem Konservativen zu trennen. Von der liberalen Rechten unterschied sich die Fraktion Harkort vor allem durch ihre entschiedener liberale und gesamtdeutsche Ausrichtung. 
Die Fraktion blieb eher klein, weil es kaum gelang, weitere Liberale von den Rechten abzuziehen. Insgesamt machte die Gruppe nur etwa 20 und später 29 Abgeordnete aus. Allerdings verfügte die Gruppe über eine klare interne Geschäftsordnung und eine strikte Fraktionsdisziplin. Zur Verbreitung ihrer Ansichten wurde eine eigene Parlamentskorrespondenz gegründet. Zur Fraktion gehörten zahlreiche westfälische Abgeordnete wie der Assessor Friedrich Ostermann aus Dortmund, der Bergwerksverwalter Julius Hambloch, der Jurist Joseph Brockhausen aus Münster, der Abgeordnete für Minden, Justizrat Franz Ferdinand Gellern, der Unterstaatssekretär Friedrich Theodor Müller aus Siegen sowie aus den östlichen Provinzen neben Zachariae der Abgeordnete Fretzdorff. Friedrich Wilhelm Ludwig Bornemann, der in der Regierung Camphausen-Hansemann Justizminister war, galt nach seinem Parlamentseintritt im September als einer der Führer der Fraktion. Auch dessen Nachfolger als Justizminister, Karl Anton Maerker, gehörte der Fraktion an.